# Kingsville (Missouri)
Kingsville – miasto w Stanach Zjednoczonych, w stanie Missouri, w hrabstwie Harrison.